# Дельбек

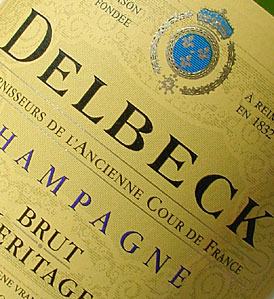
Етикетка шампанського Дельбек

Дельбек (фр. Delbeck) — фірма з виробництва шампанських вин, заснована в 1832 у Реймсі.

## Історія
Дім Дельбек був заснований в 1832 році Феліксом-Дезіре Дельбеком (Félix-Désiré Delbeck, 1799—1878). Вина Дельбек, завдяки високій якості, швидко набули розголосу. У 1838 році фірмі було надано статус королівського постачальника. Емблема фірми — три квітки лілеї, символ королівської влади у Франції. Дельбек — єдина фірма в історії шампанських вин, яка одержала статус королівського постачальника.
Внаслідок фінансового скандалу (банкрутство фінансиста Мартена в 2003 році), фірма після 171-річної історії мала оголосити про банкрутство.
Після банкрутства група Моет і Шандон перекупила уславлений бренд і шампанське «Дельбек» досі залишається одним з найпрестижніших шампанських вин Франції.